# (36896) 2000 SQ171
2000 SQ171 (asteroide 36896) é um asteroide da cintura principal. Possui uma excentricidade de 0.06250630 e uma inclinação de 8.92994º.
Este asteroide foi descoberto no dia 25 de setembro de 2000 por LINEAR em Socorro.